# Onarion plaumanni
Onarion plaumanni är en stekelart som beskrevs av Henry Keith Townes, Jr. 1970. Onarion plaumanni ingår i släktet Onarion och familjen brokparasitsteklar. Inga underarter finns listade i Catalogue of Life.